# Географско означение
Географско означение е термин от патентното право и обобщава различните степени на връзка между географския район и качествата/характеристиките на определени стоки и е начин да се манифестира тази връзка в търговията и обществото.
То се отнася до два обекта на интелектуална собственост: Наименование за произход и Географско указание. 

## Разлика между Наименованието за произход и Географското указание
Разликата между Наименованието за произход и Географското указание е степента, в която географският произход предопределя качествата на стоките.
При наименованието за произход всички етапи на производство: от добива на суровините до получаването на крайния продукт се осъществяват в определения географски район. При географското указание поне един от етапите на производство или подготовка на продукта следва да се извършва в определения географски район, т.е. връзката географски район – качества на стоката не е толкова силна.

## Правна закрила на регистрирано географско означение
Споразумението ТРИПС (чл. 22 – 24) съдържа минимални стандарти и изисквания към договорящите страни относно закрилата на географските означения.
Правна закрила върху географски означения се придобива след регистрация в Патентното ведомство. Регистрираното географско означение може да се използва само от лице, което е вписано като негов ползвател.

## Регистрирани географски означения в България
В България има регистрирани 117 географски означения, от тях 69 са наименования за произход, а 48 са Географски указания. Най-много географски означения в България има за виното – 48, за минералните води – 14, за тютюна – 10. По международен ред най-много български наименования за произход има за тютюна – 15, за мрамора – 6, за кварцовия пясък – 5. През 1985 година са направени най-много регистрации по национален ред. Тогава са регистрирани 19 географски означения.